# Radio SRF 1
Radio SRF 1 – szwajcarski kanał radiowy produkowany przez Schweizer Radio und Fernsehen (SRF), niemieckojęzyczną część publicznego nadawcy radiowo-telewizyjnego SRG SSR. Jest kanałem ogólnotematycznym, z naciskiem na programy informacyjne i rozrywkowe. Emituje także audycje satyryczne, dziecięce oraz konkursy. Został uruchomiony w 1931 jako Radio Beromünster, obecną nazwę uzyskał w 2012, kiedy to wprowadzono markę SRF, wspólną dla wszystkich szwajcarskich mediów publicznych w języku niemieckim. Beromünster rozpoczął nadawanie na falach średnich 531 kHz w 1931 roku i można go było odbierać również w krajach sąsiednich. W czasie II wojny światowej stacja ta cieszyła się dobrą opinią dzięki relacjonowaniu sytuacji politycznej i militarnej (zob. Jean Rudolf von Salis, który nadzorował program „Weltchronik”). Pierwszy nadajnik VHF został uruchomiony w 1952 roku w St. Anton w kantonie Appenzell Innerrhoden, a pierwsze regularne programy regionalne nadano na VHF w 1961 roku. Jednak „czasopisma regionalne” poszczególnych obszarów (patrz poniżej) zostały wprowadzone dopiero w 1978 roku. Godzinne serwisy informacyjne rozpoczęły się w 1966 roku. 
Stacja dostępna jest w niemieckojęzycznych kantonach Szwajcarii w cyfrowym i analogowym przekazie naziemnym, można jej także słuchać przez Internet oraz w niekodowanym przekazie satelitarnym z satelity Eutelsat Hot Bird 13B. W roku 2012 średnia słuchalność kanału wyniosła ok. 32,7%, co czyniło go liderem niemieckojęzycznego rynku radiowego w Szwajcarii. 

## Mutacje regionalne
Zasadnicza część programu nadawana jest z centrum radiowego SRF w Zurychu, jednak kilka razy w ciągu dnia sygnał stacji jest rozszczepiany na sześć mutacji regionalnych:
- Argowia - Solura
- Bazylea
- Berno - Fryburg - Valais
- Szwajcaria Środkowa
- Szwajcaria Wschodnia
- Zurych - Szafuza